# Metasia homophaea
Metasia homophaea là một loài bướm đêm trong họ Crambidae.